# Quartier du Foix (Blois)
Pour les articles homonymes, voir Foix (homonymie).
Le quartier du Foix (en latin : Burgus de Fisco) est un quartier historique de Blois, qui correspond aujourd'hui à la partie occidentale du centre-ville, dans la ville basse et à l'ouest du quartier de Bourg-Moyen, autour de l'église Saint-Nicolas.

## Géographie

### Généralités
Le quartier du Foix est un des quartiers historiques de la ville de Blois. Situé sur la rive droite de la Loire, il constitue aujourd'hui une bande cernée par le fleuve au Sud, par le coteau du val de Loire au Nord (quartier de la Gare), par l'église Saint-Nicolas à l'Est, et par le boulevard Daniel Dupuis à l'Ouest.
De par sa situation géographique privilégiée, le quartier s'inscrit dans le centre-ville moderne de Blois dont il forme la continuité occidentale, entre les ponts François-Mitterrand et Jacques-Gabriel.
| Quartier de la Gare | Promontoire du Château | Bourg-Moyen  |
| La Saulas           | Foix                   |              |
|                     | Bas-Rivière            | Blois-Vienne |

### Hydrologie
À l'image des autres quartiers historiques de Blois, le quartier du Foix s'est établi sur le lit majeur de la Loire. Le fleuve délimite tout le quartier par le Sud.
Aucun autre cours d'eau naturel ne parcourt l'intérieur du quartier.

### Voies de communication et transports

#### Infrastructures routières
Le quartier est bordé :
- au sud par la D 952 (ou quai du Foix) qui longe la rive droite de la Loire ;
- à l'ouest par la D 202 (ou boulevard Daniel Dupuis) qui permet de rejoindre la gare et le haut du coteau du val de Loire depuis le pont François-Mitterrand.

#### Transports en commun
Le quartier est desservi par Azalys, le nom commercial du réseau de transports d'Agglopolys, exploité par la société Keolis Blois.
De manière générale, le quartier du Foix est desservi par la ligne desservant les Grouëts : en 2024, il s'agit de la ligne scolaire S13.
Depuis 2021, Azalys a également mis en place une deuxième navette gratuite, la N2, afin de mieux relier le quartier au centre historique et à la gare.
Les deux lignes traversent le quartier par deux arrêts situés sur le quai du Foix.

#### Circulation douce

Le panneau M9 « sauf cycles ».

L'ensemble des rues à sens unique pour les automobilistes sont à double sens cyclable.

### Risques majeurs

#### Risques naturels

##### Inondations
La proximité avec la Loire s'accompagne naturellement d'un risque d'inondation.

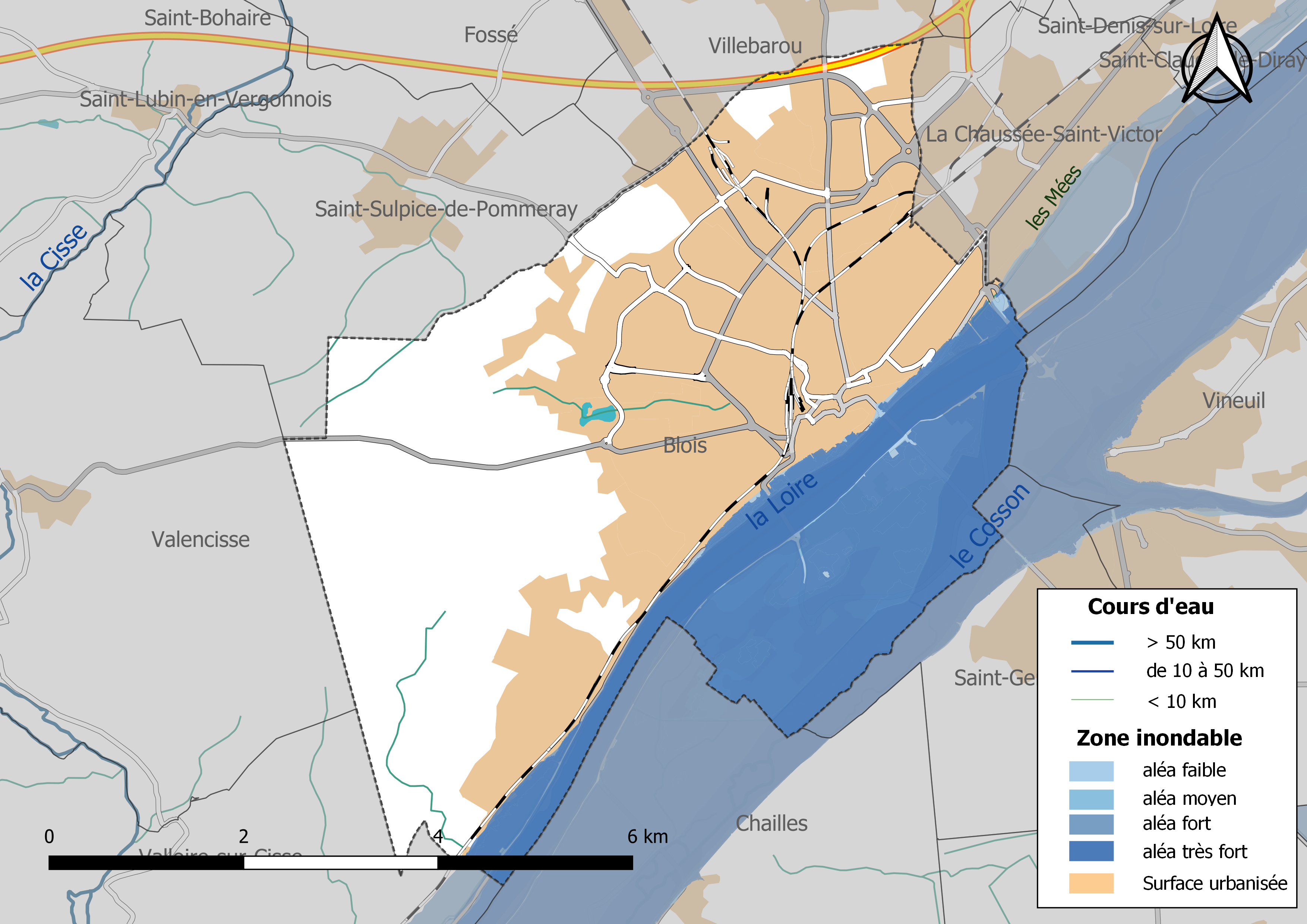
La quasi-totalité du quartier du Foix est considérée comme inondable.

## Toponymie
Le terme « Foix » fait référence au fiscus, c'est-à-dire au domaine de la Couronne. En effet, le quartier a été offert en 924 par le roi Rodolphe,, à des moines bénédictins qui s'étaient réfugiés 50 ans auparavant dans la chapelle Saint-Calais, au sein du château médiéval.

## Histoire

### Antiquité et Haut Moyen Âge
Le manque d'études archéologiques au sein du quartier empêche d'estimer le rôle qu'il aurait pu jouer  dans l'agglomération primitive blésoise.
Le territoire du quartier du Foix n'est cité qu'à partir de l'an 924, durant lequel le roi Raoul le céda aux moines bénédictins de Corbion.

### Avant la Révolution
Jusqu'à la Révolution, l'histoire du quartier se confond principalement avec celle de l'abbaye Saint-Laumer.

### Depuis la Révolution
Le quartier change radicalement à partir de 1792, notamment avec la destruction des fortifications et de l'ancienne église Saint-Nicolas, la conversion de l'abbaye Saint-Laumer en hôtel-Dieu, et l'ouverture des terres à l'ensemble des citoyens. Depuis, seule l'église interne de l'abbaye a conservé des fonctions religieuses, en changeant de vocable pour emprunter celui de Saint-Nicolas.
En 1823, Victor Hugo rend visite à son père, alors établi dans le quartier au no 73 de la rue du Foix (l'édifice correspond à l'actuel no 65 de la même rue).
Sous le Second Empire, le maire Eugène Riffault décide du percement du boulevard de l'Ouest, aujourd'hui nommé boulevard Daniel Dupuis, entre les quais de Loire et la gare.
Entre 1910 et 1933, le quartier du Foix est relié aux Grouëts et au centre-ville par la ligne ② du tramway électrique de Blois (TEB), au départ de l'abattoir de la rue Basse des Grouëts pour longer la Loire jusqu'au quartier Saint-Jean.
Le pont François-Mitterrand, traversant la Loire depuis le bas du boulevard Daniel Dupuis, n'est inauguré qu'en 1994.

## Anciens odonymes
Naturellement, plusieurs rues du Foix ont changé de nom au cours de l'histoire, dont :
- le boulevard de l'Ouest, devenu le boulevard Daniel Dupuis,
- la rue Madeleine, devenue la rue Jean-Eugène Robert-Houdin.

## Culture

### Patrimoine

#### Monuments existant encore
- Église Saint-Nicolas du Foix (aussi ancienne abbatiale Saint-Laumer, datant du XIIe siècle,  Inscrit MH (1840)),
- Hôtel-Dieu de Blois.

#### Monuments ayant disparu
- Abbaye Saint-Laumer (dissoute en 1792 au profit de la nouvelle église Saint-Nicolas et de l'hôtel-Dieu),
- Ancienne église Saint-Nicolas du Foix (détruite en 1792),
- Église Saint-Lubin (disparue en 1114),
- Église Saint-Pierre du Foix (détruite vers 1360),
- Remparts de la ville (démantelés entre 1789 et 1813).

### Personnages liés au quartier
- Lubin de Chartres, Laumer de Corbion et Nicolas de Myre, en tant que saints catholiques historiquement rattachés au quartier[Note 1] ;
- Raoul (ou Rodolphe) de Bourgogne, roi des Francs ayant cédé en 924 le quartier aux moines de Saint-Laumer ;
  - Parmi les abbés notables de l'abbaye Saint-Laumer : Jacques Hurault de Cheverny, Hippolyte d'Este, François de Tournon, Luigi d'Este, François d'Escoubleau de Sourdis et Charles-François de La Vieuville ;
- Le comte Thibaud IV de Blois, commanditaire de l'actuelle église Saint-Nicolas ;
- Dom Noël Mars, historien catholique, a visité l'abbaye Saint-Laumer au XVIIe siècle ;
- Le général Hugo (le père de Victor Hugo), résidant dans le quartier pour sa retraite, après la Révolution française ;
- Émile Laurens, résidant du quartier et maire de Blois mort dans l'exercice de ses fonctions au début de la Seconde Guerre mondiale.